# Villa Coppin
Villa Coppin is een villa gelegen aan de Vilvoordelaan 2 in Zaventem, België. Het pand werd in 1920 gebouwd in eclectische stijl door de architecten Clément Verhas en Antoine Laenen in opdracht van Pieter Frans Coppin-Van Geetsom, oprichter van de leerlooierij Tanneries de Saventhem.

## Geschiedenis
Villa Coppin werd in 1920 gebouwd en is sindsdien een representatief voorbeeld van een directeurswoning uit de industriële periode. Het pand werd in 2018 erkend als beschermd monument. In oktober 2023 werd het pand verkocht na anderhalf jaar op de markt te hebben gestaan. In de periode voor de verkoop, eind 2024, werd Villa Coppin tijdelijk bezet door een groep krakers. De krakers vestigden zich in de villa en bleven er voor een bepaalde tijd wonen. Gedurende deze periode ondernamen ze geen grote schade aan het pand en lieten ze het interieur netjes achter toen ze het pand uiteindelijk verlieten in januari 2025. 

## Architectuur
De villa is opgetrokken uit rode baksteen met hardstenen elementen en heeft een complex leien dak met diverse dakkapellen en pirons. De gevels vertonen een dynamisch karakter door de afwisseling van erkers, loggia's en balkons, en zijn versierd met sgraffitopanelen, imitatievakwerk en sculpturale elementen zoals uilen- en hondenbeeldjes en saterkopconsoles. Binnenin zijn de representatieve ruimtes rijkelijk afgewerkt met gebrandschilderde glas-in-loodramen, terrazzo-, mozaïek- en parketvloeren, lambriseringen, stucwerk, plafondschilderingen, hoogwaardig schrijnwerk en houtsnijwerk, evenals veelkleurige marmeren schouwen.